# Côte d'Ivoire aux Jeux paralympiques d'été de 2016

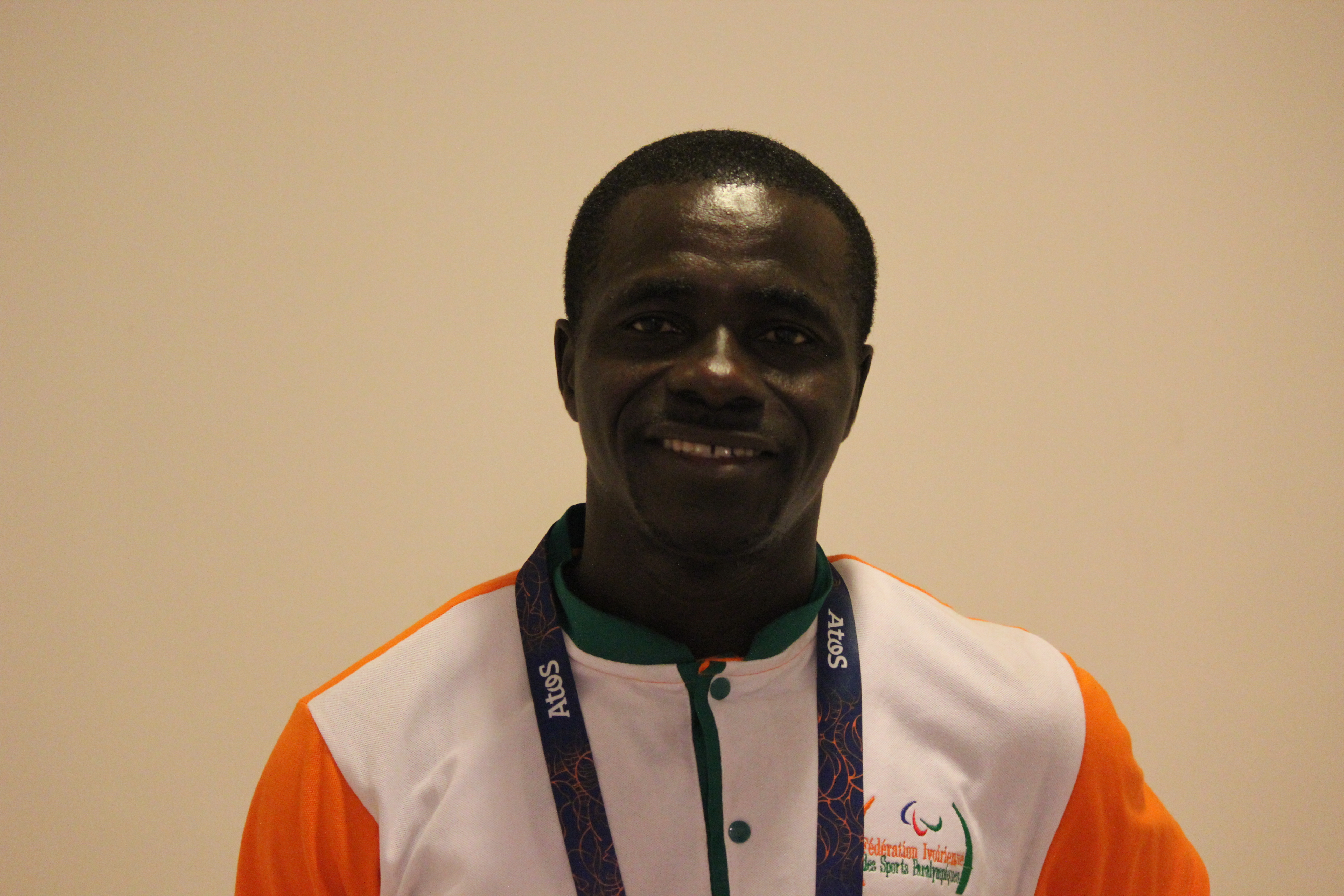
Le chef de mission de la Côte d'Ivoire, Koya Magbu, à Rio.

La Côte d'Ivoire a participé aux Jeux paralympiques d'été de 2016 à Rio de Janeiro du 7 au 18 septembre 2016. Il s'agissait de sa 6e participation aux Jeux paralympiques d'été. Elle a obtenu une médaille d'argent avec l'athlète Fatimata Diasso dans la discipline du saut en longueur.

## Nombre d’athlètes qualifiés par sport
| Sport        | Hommes | Femmes | Total |
| ------------ | ------ | ------ | ----- |
| Dynamophilie | 0      | 1      | 1     |
| Athlétisme   | 2      | 2      | 4     |
| Total        | 2      | 3      | 5     |

## Bilan général
La Côte d'Ivoire a terminé 8e au classement général des pays africains au tableau des médailles, avec une médaille d'argent et 61e au classement général des Jeux paralympiques.

### Médailles d’argent
| Sport      | Discipline                  | Athlète(s)      | Performance | Date              |
| ---------- | --------------------------- | --------------- | ----------- | ----------------- |
| Athlétisme | Saut en longueur F11 femmes | Fatimata Diasso | 4.89        | 16 septembre 2016 |

## Résultats

### Athlétisme

#### Hommes
| Athlète       | Événements   | Chaleur | Chaleur | Final       | Final       |
| Athlète       | Événements   | Temps   | Rang    | Temps       | Rang        |
| ------------- | ------------ | ------- | ------- | ----------- | ----------- |
| Kouame Noumbo | 400 m T45-47 | 50.14   | 2 Q     | Disqualifié | Disqualifié |

| Athlète      | Événements          | Résultat | Rang |
| ------------ | ------------------- | -------- | ---- |
| Benian Duffi | Lancer du poids F40 | 8,80     | 6e   |
| Benian Duffi | Javelot F40-41      | 30.31    |      |

#### Femmes
| Athlète                                        | Événements | Chaleur     | Chaleur     | Demi-finale | Demi-finale | Final       | Final       |
| Athlète                                        | Événements | Temps       | Rang        | Temps       | Rang        | Temps       | Rang        |
| ---------------------------------------------- | ---------- | ----------- | ----------- | ----------- | ----------- | ----------- | ----------- |
| Fatimata Diasso (Guide – N'Guessan Gohore Bi ) | 100 m T11  | 13.10       | 3e          | Pas disputé | Pas disputé | Pas disputé | Pas disputé |
| Fatimata Diasso (Guide – N'Guessan Gohore Bi ) | 200 m T11  | Disqualifié | Disqualifié | Pas disputé | Pas disputé | Pas disputé | Pas disputé |

| Athlète         | Événements           | Résultat | Rang  |
| --------------- | -------------------- | -------- | ----- |
| Fatimata Diasso | Saut en longueur F11 | 4.89     | [ 5 ] |
| Lac Sebehe      | Lancer du poids F40  | 5.25     | 8e    |

### Dynamophilie

#### Hommes
| Athlète           | Événement     | Résultat      | Rang          |
| ----------------- | ------------- | ------------- | ------------- |
| Alidou Diamouténé | Hommes -54 kg | Pas de marque | Pas de marque |